# Utahceratops
Utahceratops gettyi
Genre
Espèce
Utahceratops (qui signifie « tête à cornes de l'Utah ») est un genre éteint de dinosaures herbivores appartenant à l’ordre des ornithischiens et au sous-ordre des marginocéphales. Il s'agit d'un cératopsien de la sous-famille des Chasmosaurinae qui vivait à l'époque du Crétacé supérieur, au Campanien moyen, il y a environ 76 Ma (millions d'années), dans ce qui est aujourd'hui l'Utah.
Ses fossiles ont été découverts dans la formation de Kaiparowits sur le plateau de Kaiparowits. Il a été créé par Scott D. Sampson, Mark A. Loewen, Andrew A. Farke, Eric M. Roberts, Catherine A. Forster, Joshua A. Smith et Alan L. Titus en 2010.
Une seule espèce est rattachée au genre, Utahceratops gettyi, décrite par Scott D. Sampson (d) et al. en 2010.

## Description

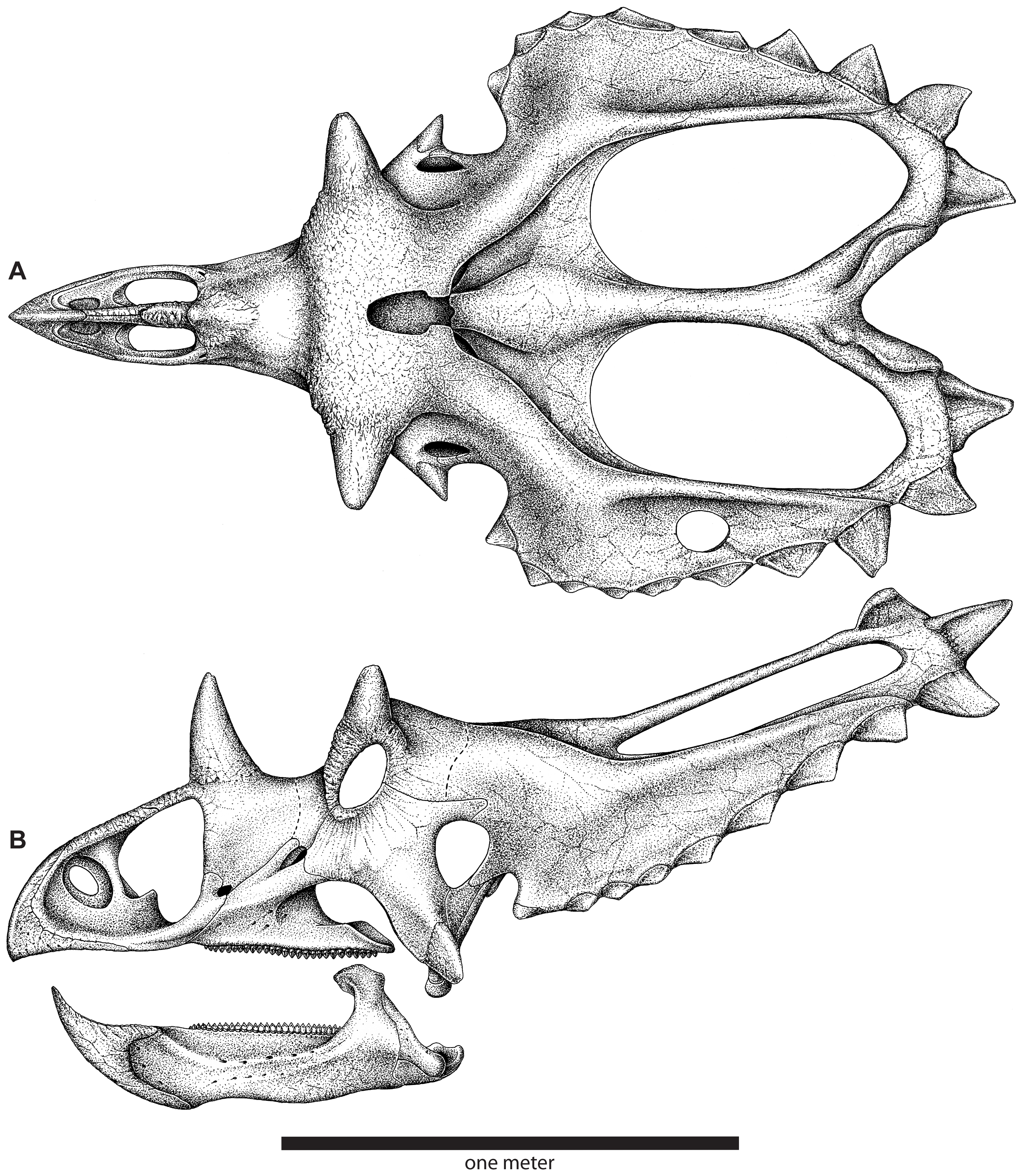
Reconstitution du crâne dU. gettyi

Utahceratops mesurait environ 2 mètres de haut, 7 mètres de long et pesait de l'ordre de 4 tonnes. Il était doté d’une corne massive au dessus du museau, et de deux cornes de chaque côté de la tête orientées latéralement, au dessus des yeux.